# Barrio del Coyote
Barrio del Coyote är en ort i Mexiko.   Den ligger i kommunen Amealco de Bonfil och delstaten Querétaro Arteaga, i den sydöstra delen av landet, 130 km nordväst om huvudstaden Mexico City. Barrio del Coyote ligger 2 620 meter över havet och antalet invånare är 151.
Terrängen runt Barrio del Coyote är kuperad åt nordväst, men åt sydost är den platt. Barrio del Coyote ligger uppe på en höjd. Runt Barrio del Coyote är det ganska tätbefolkat, med 78 invånare per kvadratkilometer. Närmaste större samhälle är Amealco, 6,5 km väster om Barrio del Coyote. I omgivningarna runt Barrio del Coyote växer huvudsakligen savannskog.